# Volker Jürgens
Volker Jürgens (* 14. Januar 1936 in Karlsruhe; † 17. April 2013 in Aurich) war ein deutscher lutherischer Theologe und langjähriger Landessuperintendent für den Sprengel Ostfriesland-Ems der Evangelisch-lutherischen Landeskirche Hannovers mit Sitz in Aurich.

## Leben und Wirken
Nach seinem Studium der Evangelischen Theologie und Orientalistik in Bethel, Tübingen und Göttingen wurde Volker Jürgens am 6. Oktober 1964 ordiniert. 1966 übernahm er als Pastor in Wunstorf bei Hannover seine erste Gemeindepfarrstelle. 1971 wechselte er als Pastor nach Selsingen.
Im Jahre 1983 erhielt Jürgens die Berufung nach Buxtehude als  Superintendent des Kirchenkreises Buxtehude. 
1989 schließlich wurde Volker Jürgens zum Landessuperintendenten für den Sprengel Ostfriesland-Ems der Evangelisch-lutherischen Landeskirche Hannovers ernannt und übte dieses Amt bis zu seiner Emeritierung im Jahre 2001 aus. Seine Nachfolgerin wurde Oda-Gebbine Holze-Stäblein.

## Sonstige Funktionen
Von 1976 bis 1989 war Jürgens Mitglied der Synode der Landeskirche Hannovers, von 1979 bis 1985 Mitglied der Generalsynode der Vereinigten Evangelisch-Lutherischen Kirche Deutschlands (VELKD) und von 1983 bis 1986 Mitglied der Synode der Konföderation evangelischer Kirchen in Niedersachsen. Lange Jahre hindurch war er außerdem Mitglied im Missionsausschuss des Evangelisch-Lutherischen Missionswerkes in Niedersachsen (ELM) in Hermannsburg.